# Kamionka (gmina Prażmów)
Kamionka – wieś w Polsce, położona w województwie mazowieckim, w powiecie piaseczyńskim, w gminie Prażmów.
W latach 1975–1998 miejscowość należała administracyjnie do województwa warszawskiego.